# الفرع (الطيال)

تعديل مصدري - تعديل

الفرع هي إحدى قرى عزلة بني جبر بمديرية الطيال التابعة لمحافظة صنعاء، بلغ تعداد سكانها 404 نسمة حسب تعداد اليمن لعام 2004.